# Ken Kesey
Ken Kesey (/ˈkiːziː/ La Junta, 17 de septiembre de 1935-Pleasant Hill, Oregón, 10 de noviembre de 2001) fue un escritor estadounidense.
Ken Kesey pasó gran parte de su juventud en Springfield, Oregón, pues se trasladó allí junto a su familia. Dejó los estudios para fugarse con su novia, Faye Haxby, con la cual tuvo tres hijos: Jed, Zane y Shannon. Más tarde tuvo una hija con una compañera de las comunas hippies, Carolyn Adams. Estudió periodismo en la universidad de Oregón.
Alcanzó la notoriedad con su primera novela, One Flew Over the Cuckoo's Nest, basada en buena medida en sus vivencias como voluntario ("cobayo humano") en los experimentos con drogas psicotrópicas del gobierno estadounidense en Menlo Park a finales de la década de 1950. Kesey conoció de este modo el LSD, sustancia psicoactiva que transformó profundamente su percepción de la realidad social y personal. A partir de 1964, él y un grupo de amigos, The Merry Pranksters o los "Alegres Bromistas", fueron pioneros en la experimentación lúdica y espiritual con LSD y marihuana. En un autobús pintado con colores fluorescentes que llamaron "Further" ("Más Allá"), los Pranksters recorrieron Estados Unidos y fueron estableciendo gradualmente muchos de los elementos retóricos y visuales que después popularizó (y, a juicio de Kesey, trivializó) el movimiento hippie. En esta tarea contaron con la colaboración del grupo Grateful Dead, que acompañaba con sus improvisaciones de música psicodélica las sesiones abiertas de consumo de LSD (Acid Tests) organizadas por Kesey. Durante algún tiempo Kesey y Timothy Leary representaron dos enfoques complementarios de la naciente Contracultura: irreverente e imprevisible el de Kesey, ritualizado y mesiánico el de Leary. Así, mientras Leary, que provenía de un ambiente científico universitario, buscaba inspiración para los viajes de LSD en textos exóticos y prestigiosos como el Libro Tibetano de los Muertos, Kesey, autodidacta, prefería inspirarse en la cultura pop estadounidense (cómic, ciencia ficción y rock'n roll).
A finales de la década, la persecución policial y el cansancio por la repetición de las mismas fórmulas expresivas, que comenzaban a anquilosarse, llevaron a Kesey a dar por superada la experimentación con drogas. A pesar de eso, permaneció hasta su muerte como una de las figuras emblemáticas del underground contestatario estadounidense. Uno de sus últimos trabajos fue un ensayo sobre la paz para la revista Rolling Stone.
El periodista Tom Wolfe popularizó en 1968 las experiencias de Kesey y los Pranksters con su libro The Electric Kool-Aid Acid Test (publicado en España como Gaseosa de Ácido Eléctrico o Ponche de ácido lisérgico). No obstante, Kesey nunca dio su aprobación a la visión de Wolfe, que consideraba superficial y ajena al espíritu de los hechos.

## Biografía

### Primeros años
Kesey nació en La Junta, Colorado, hijo de los ganaderos Geneva (de soltera Smith) y Frederick A. Kesey. En 1946, la familia se trasladó a Springfield, Oregón. Kesey fue campeón de luchador en el instituto y en la universidad en la división de peso 174 libras (78,9 kg). Estuvo a punto de clasificarse para formar parte del equipo de Olímpicas, pero una grave lesión en el hombro detuvo su carrera como luchador. Se graduó en la Springfield High School en 1953. Ávido lector y cinéfilo, el joven Kesey tomó como modelos a John Wayne, Edgar Rice Burroughs y Zane Grey (más tarde nombró a un hijo Zane) y jugó con la magia, la ventriloquia y el hipnotismo.
Mientras asistía a la Escuela de Periodismo y Comunicación de la Universidad de Oregón en la vecina Eugene en 1956, Kesey se fugó con su novia del instituto, la estudiante de la Oregon State College Norma "Faye" Haxby, a quien había conocido en séptimo curso. Según Kesey, "sin Faye, me habría dejado arrastrar por la notoriedad y las ideas raras y drogadas y las chicas floridas de ojos brillantes y pechos abultados"." Casados hasta su muerte a los 66 años, tuvieron tres hijos: Jed, Zane y Shannon. Además, con la aprobación de Faye Kesey, Ken fue padre de una hija, Sunshine Kesey, con la también Merry Prankster Carolyn "Mountain Girl" Adams. Nacida en 1966, Sunshine fue criada por Adams y su padrastro, Jerry García.
Kesey tenía una beca de fútbol americano para su primer año, pero se cambió al equipo de lucha de la Universidad de Oregón por considerar que se adaptaba mejor a su complexión. Tras registrar un porcentaje de victorias de 0,885 en la temporada 1956-57, recibió la beca Fred Low para el luchador más destacado del noroeste. En 1957, Kesey fue segundo en su categoría de peso en la competición intercolegial de la Costa del Pacífico. Sigue estando en el top 10 del porcentaje de victorias de todos los tiempos de Oregon Wrestling.
Miembro de Beta Theta Pi durante todos sus estudios, Kesey se graduó en la Universidad de Oregón con una Licenciatura en discurso y comunicación en 1957. Cada vez más desvinculado de los cursos de escritura de obras de teatro y guiones que comprendían gran parte de su carrera, comenzó a tomar clases de literatura en la segunda mitad de su carrera universitaria con James B. Hall, un cosmopolita exalumno del Taller de Escritores de Iowa que había enseñado previamente en la Universidad de Cornell y que más tarde fue rector del Colegio V en la Universidad de California, Santa Cruz. Hall tomó a Kesey como su protegido y cultivó su interés por la ficción literaria, introduciendo a Kesey (cuyos intereses de lectura se limitaban hasta entonces a la ciencia ficción) en las obras de Ernest Hemingway y otros parangones del modernismo literario. Tras la última de varias estancias breves de verano como actor en apuros en Los Ángeles, publicó su primer relato corto ("First Sunday of September") en la revista Northwest Review y solicitó con éxito la muy selectiva Beca Nacional Woodrow Wilson para el curso académico 1958-59.
Sin que Kesey lo supiera, que presentó su solicitud a petición de Hall, el inconformista crítico literario Leslie Fiedler (que por aquel entonces trabajaba en la Universidad de Montana) consiguió que el comité regional de la beca seleccionara al "rudo" Kesey junto a otros becarios más tradicionales del Reed College y otras instituciones de élite. Dado que carecía de los requisitos necesarios para cursar un máster tradicional en inglés como licenciatura en comunicación, Kesey optó por matricularse ese otoño en el programa sin titulación del Centro de Escritura Creativa de la Universidad de Stanford. Mientras estudiaba y trabajaba en el entorno de Stanford durante los cinco años siguientes, la mayor parte de ellos como residente de Perry Lane (un enclave históricamente bohemian adyacente al campo de golf de la universidad), entabló una íntima amistad de por vida con sus compañeros escritores Ken Babbs, Larry McMurtry, Wendell Berry, Ed McClanahan, Gurney Norman y Robert Stone.
Durante su año inicial de beca, Kesey chocó frecuentemente con el director del Centro Wallace Stegner, quien consideraba al joven escritor como "una especie de analfabeto de gran talento" y rechazó la solicitud de Kesey para una beca Stegner departamental antes de permitir su asistencia como becario Woodrow Wilson. Reforzando estas percepciones, el adjunto de Stegner Richard Scowcroft recordó más tarde que "ni Wally ni yo pensábamos que tuviera un talento especialmente importante" Según Stone, Stegner "veía a Kesey. .. como una amenaza para la civilización y el intelectualismo y la sobriedad" y siguió rechazando las solicitudes de beca Stegner de Kesey para los periodos 1959-60 y 1960-61.
No obstante, Kesey recibió el prestigioso premio Harper-Saxton de 2.000 dólares por su primera novela en curso (la muchas veces rechazada Zoo) y asistió al seminario de escritura de posgrado -una cortesía nominalmente concedida a los antiguos becarios Stegner, aunque Kesey sólo se aseguró su plaza afirmando falsamente a Scowcroft que su colega (en un año sabático durante 1960) "le había dicho que podía asistir a las clases gratis"- durante el curso 1960-61. El curso fue impartido inicialmente ese año por el consultor editorial de Viking Press y eminencia grise de la Generación Perdida Malcolm Cowley, que "siempre se alegraba de ver" a Kesey y a su compañera auditora Tillie Olsen. A Cowley le sucedió al trimestre siguiente el especialista irlandés en cuentos Frank O'Connor; las frecuentes riñas entre O'Connor y Kesey acabaron por precipitar su salida de la clase. Mientras estaba bajo la tutela de Cowley, comenzó a redactar y a trabajar en un manuscrito que se convirtió en Un vuelo sobre el nido del cuco.
Reflexionando sobre este periodo en una entrevista de 1999 con Robert K. Elder, Kesey recordó: "Era demasiado joven para ser un beatnik, y demasiado viejo para ser un hippie".

### Experimentación con drogas psicodélicas
Por invitación del vecino de Perry Lane y estudiante de posgrado de psicología de Stanford, Vic Lovell, Kesey se ofreció a participar en lo que resultó ser un estudio financiado por la CIA bajo la égida del Proyecto MKULTRA, un programa militar altamente secreto, en el Menlo Park. Hospital de Veteranos donde trabajó como ayudante nocturno. El proyecto estudió los efectos de las drogas psicodélicas, en particular el LSD, la psilocibina, la mescalina, la cocaína, la aMT y la DMT en las personas. Kesey escribió muchos relatos detallados de sus experiencias con estas drogas, tanto durante el estudio como en los años de consumo privado de drogas que siguieron.
El papel de Kesey como conejillo de indias médico, así como su estancia en el Hospital de la Administración de Veteranos, le inspiraron para escribir One Flew Over the Cuckoo's Nest. El éxito de este libro, así como la demolición de las cabañas de Perry Lane en agosto de 1963, le permitieron trasladarse a una casa de madera en el 7940 de La Honda Road, en La Honda, California, una aldea rústica en las Montañas de Santa Cruz quince millas al oeste del campus de la Universidad de Stanford. Con frecuencia entretenía a sus amigos y a muchas otras personas con fiestas que él llamaba "Pruebas de ácido", en las que había música (incluyendo a los Anonymous Artists of America, educados en Stanford, y a la banda favorita de Kesey, los Grateful Dead), luces negras, pintura fluorescente, luces estroboscópicas, LSD y otros efectos psicodélicos. Estas fiestas fueron descritas en algunos de los poemas de Allen Ginsberg y sirvieron de base para la obra de Tom Wolfe The Electric Kool-Aid Acid Test, un ejemplo temprano de la novela de no ficción.Alexandra, Rae. «A Wild Monkey Chase: ¿Siguen los monos drogados con LSD de Ken Kesey vagando por La Honda?». KQED. Consultado el 30 de septiembre de 2020.</ref> Otros relatos de primera mano sobre las Pruebas de Ácido aparecen en Hell's Angels: The Strange and Terrible Saga of the Outlaw Motorcycle Gangs de Hunter S. Thompson y las memorias de los Hells Angels de 1967 Freewheelin Frank:, Secretary of the Angels (Frank Reynolds; escrito por Michael McClure).[cita requerida]

### Un vuelo sobre el nido del cuco
Mientras aún estaba matriculado en la Universidad de Oregón en 1957, Kesey escribió Fin del otoño; según Rick Dogson, la novela "se centraba en la explotación de los atletas universitarios al contar la historia de un linier de fútbol americano que se replanteaba el juego". Aunque Kesey llegó a considerar la obra inédita como juvenil, un extracto le sirvió como muestra de solicitud del Centro de Escritura Creativa de Stanford.
Durante su año de beca Woodrow Wilson, Kesey escribió Zoo, una novela sobre los beatniks que vivían en la comunidad de North Beach de San Francisco, pero nunca se publicó.
La inspiración para Un vuelo sobre el nido del cuco' surgió mientras trabajaba en el turno de noche con Gordon Lish en el Menlo Park Hospital de Veteranos. Allí, Kesey pasaba a menudo el tiempo hablando con los pacientes, a veces bajo la influencia de las drogas alucinógenas con las que se había ofrecido a experimentar. Kesey no creía que estos pacientes estuvieran locos, sino que la sociedad los había expulsado porque no se ajustaban a las ideas convencionales de cómo debían actuar y comportarse las personas. Publicada bajo la dirección de Cowley en 1962, la novela tuvo un éxito inmediato; en 1963, fue adaptada en una exitosa obra de teatro por Dale Wasserman, y en 1975, Miloš Forman dirigió una adaptación a la pantalla, que ganó los "cinco grandes" premios de la Academia: Mejor Película, Mejor Actor (Jack Nicholson), Mejor Actriz (Louise Fletcher), Mejor Director (Forman) y Mejor Guión Adaptado (Lawrence Hauben y Bo Goldman).
Kesey participó originalmente en la creación de la película, pero la abandonó a las dos semanas de la producción. Afirmó no haber visto nunca la película debido a una disputa sobre los 20.000 dólares que se le pagaron inicialmente por los derechos de la película. Kesey detestaba que, a diferencia del libro, la película no estuviera narrada por el personaje del Jefe Bromden, y no estaba de acuerdo con que Jack Nicholson fuera elegido para interpretar a Randle McMurphy (él quería a Gene Hackman). A pesar de ello, Faye Kesey ha declarado que su marido apoyó en general la película y se alegró de que se hiciera.

### Los alegres bromistas
Cuando la publicación de su segunda novela, A veces una gran noción en 1964, requirió su presencia en Nueva York, Kesey, Neal Cassady, y otros en un grupo de amigos que llamaron los Merry Pranksters hicieron un viaje a través del país en un autobús escolar apodado Furthur. Este viaje, descrito en el libro de Tom Wolfe The Electric Kool-Aid Acid Test (y más tarde en el guion no producido de Kesey, The Furthur Inquiry) fue el intento del grupo de crear arte a partir de la vida cotidiana, y de experimentar la América de las carreteras mientras estaban colocados de LSD. En una entrevista después de llegar a Nueva York, se cita a Kesey diciendo: "El sentido de la comunicación en este país está casi atrofiado. Pero nos dimos cuenta de que, a medida que avanzábamos, era más fácil establecer contacto con la gente. Si la gente pudiera entender que es posible ser diferente sin ser una amenaza". Durante el viaje se filmó una gran cantidad de material con cámaras de 16 mm, que permaneció en gran parte inédito hasta el lanzamiento de la película de Alex Gibney y Alison Elwood en 2011.
Después del viaje en autobús, los Pranksters organizaron fiestas que llamaron Acid Tests (Pruebas de Ácido) en la zona de la bahía de San Francisco entre 1965 y 1966. Muchos de los Pranksters vivieron en la residencia de Kesey en La Honda. En Nueva York, Cassady presentó a Kesey a Jack Kerouac y a Allen Ginsberg, quien luego los puso en contacto con Timothy Leary. A veces una gran noción inspiró una película de 1970 protagonizada y dirigida por Paul Newman; fue nominada a dos Premios de la Academia, y en 1972 fue la primera película emitida por la nueva cadena de televisión HBO, en Wilkes-Barre, Pensilvania.
Kesey fue detenido en La Honda, California, por posesión de marihuana en 1965. En un intento de engañar a la policía, fingió un suicidio haciendo que sus amigos dejaran su camión en una carretera con acantilados cerca de Eureka, junto con una elaborada nota de suicidio, escrita por los Pranksters. Kesey huyó a México en la parte trasera del coche de un amigo. Regresó a Estados Unidos ocho meses después. El 17 de enero de 1966, Kesey fue condenado a seis meses de prisión en la cárcel del condado de San Mateo en Redwood City, California. Dos noches más tarde, fue arrestado de nuevo, esta vez con Carolyn Adams, mientras fumaba marihuana en la azotea de la casa Telegraph Hill de San Francisco. Al ser liberado, se trasladó de nuevo a la granja familiar en Pleasant Hill, Oregón, en el Valle de Willamette, donde pasó el resto de su vida. Escribió muchos artículos, libros (en su mayoría recopilaciones de sus artículos) y relatos cortos durante esa época.

### Muerte del hijo
El 23 de enero de 1984, Jed, el hijo de 20 años de Kesey, luchador de los Universidad de Oregón, sufrió graves lesiones en la cabeza cuando se dirigía a Pullman, Washington, cuando la furgoneta prestada por el equipo se estrelló tras deslizarse por una carretera helada. Dos días después, en el Deaconess Hospital de Spokane, fue declarado con muerte cerebral y sus padres dieron permiso para que sus órganos fueran donados.
La muerte de Jed afectó profundamente a Kesey, que más tarde calificó a Jed de víctima de las políticas que habían privado al equipo de financiación. Escribió al senador Mark Hatfield: Y empecé a enfadarme, senador. Por fin había encontrado dónde había que echar la culpa: que el dinero que gastamos en defensa nacional no nos defiende de los villanos reales y cercanos, los terribles villanos de la ignorancia, y el cáncer, y las enfermedades cardíacas y la muerte en las carreteras. ¿Cuántos autobuses escolares podrían equiparse con cinturones de seguridad con el dinero gastado en uno de esos proyectiles de 16 pulgadas? 
En un concierto de Grateful Dead poco después de la muerte del promotor Bill Graham, Kesey pronunció un elogio, mencionando que Graham había donado mil dólares para un monumento a Jed en la cima del Monte Pisgah, cerca de la casa de Kesey en Pleasant Hill.. Pista 13, a partir de aproximadamente :35. En 1988, Kesey donó 33.395 dólares para la compra de un autobús adecuado para el equipo de lucha libre de la escuela para sustituir la furgoneta prestada que se cayó por un precipicio.

### Últimos años
A Kesey se le diagnosticó diabetes en 1992. En 1994, realizó una gira con miembros de los Merry Pranksters, representando una obra musical que escribió sobre el milenio llamada Twister: Una realidad ritual. Muchos viejos y nuevos amigos y familiares se presentaron para apoyar a los Pranksters en esta gira, que los llevó desde el Bumbershoot de Seattle a lo largo de la Costa Oeste, incluyendo una gira de dos noches con las entradas agotadas en The Fillmore en San Francisco hasta Boulder, Colorado, donde convencieron al poeta de la Generación Beat Allen Ginsberg para que actuara con ellos.
Kesey se mantuvo principalmente en su casa de Pleasant Hill, prefiriendo hacer contribuciones artísticas en Internet o celebrando revivals rituales en el espíritu del Acid Test. En el DVD oficial de Grateful Dead The Closing of Winterland (2003), que documenta el monumental concierto de Año Nuevo 1978/1979 en el Winterland ¡Arena en San Francisco, Kesey aparece en una entrevista entre sets.
El 14 de agosto de 1997, Kesey y sus Pranksters asistieron a un concierto de Phish en Darien Lake, Nueva York. Kesey y los Pranksters aparecieron en el escenario con la banda e interpretaron una sesión de baile-trance-jam en la que participaron varios personajes de El mago de Oz y Frankenstein.
En junio de 2001, Kesey fue invitado y aceptado como orador principal en la ceremonia anual de graduación de The Evergreen State College. Su último trabajo importante fue un ensayo para la revista Rolling Stone haciendo un llamamiento a la paz tras los atentados del 11 de septiembre.